# Ixora megalothyrsa
Ixora megalothyrsa är en måreväxtart som beskrevs av Cornelis Eliza Bertus Bremekamp. Ixora megalothyrsa ingår i släktet Ixora och familjen måreväxter. Inga underarter finns listade i Catalogue of Life.